# Claes Constantin Rosendahl
Claes Constantin Rosendahl, född 15 maj 1789 i Ystad, död efter 1830, var en svensk amatörorgelbyggare och soldat.
Han var soldat vid Göta artilleriregemente, Göteborg.

## Lista över orglar
| År   | Ursprunglig kyrka         | Stift     | Bild | Manualer | Pedal | Stämmor | Bevarad orgel/fasad | Övrigt                                                                                              |
| ---- | ------------------------- | --------- | ---- | -------- | ----- | ------- | ------------------- | --------------------------------------------------------------------------------------------------- |
| 1815 | Engelska kyrkan, Göteborg | Göteborgs |      | 1        | -     | 4       | Ja/Ja               | Orgeln förändrades 1826 av Pehr Zacharias Strand, Stockholm. 1872 skänktes orgeln till Lycke kyrka. |
| 1816 | Grimetons kyrka           | Göteborgs |      |          |       |         | Nej/Nej             | En ny orgel byggdes 1835 av Johan Nikolaus Söderling, Göteborg.                                     |